# Klin (Bojewo)
Klin – część wsi Bojewo w Polsce, położona w województwie mazowieckim, w powiecie węgrowskim, w gminie Sadowne. 
W latach 1975–1998 Klin administracyjnie należał do województwa siedleckiego.